# 長谷有洋
長谷 有洋（はせ ありひろ、1965年4月22日 - 1996年7月30日）は、日本の声優、俳優。東京都出身。シグマクラブに所属していた。
俳優・声優のはせさん治と女優の長谷妙子の長男。

## 来歴
父はせさん治の影響で俳優を志し、中学3年生から劇団こまどりに入団し、ホームドラマで子役としてデビュー。その後はプロダクション・エムスリー、シグマクラブに所属していた。日本大学鶴ヶ丘高等学校2年生のときに声優オーディションを受け、『キャプテン』のキャッチャー小山役、次いで『超時空要塞マクロス』の主人公、一条輝役に抜擢された。自分と同じ17歳という設定の輝役を等身大で演じ、初主演にしてはまり役となった。
日本大学芸術学部放送学科卒。
一時は不振に陥り、ほとんど声優の仕事がない時期もあった。しかし、1990年代に入ってからは実力も向上し、端役ながら声優・俳優として徐々に仕事を増やしていた。1991年から5年間、NHKラジオ第2の『ことばの教室』にレギュラー出演し、亡くなる前には連続ドラマのレギュラー出演も決まっていた。
1996年7月30日の午前4時頃、実家のマンションの7階から転落死しているのを弟が発見した。31歳没。事故原因は不明だが、父親のはせさん治は「突然、命を絶ってしまった」と語っている。墓石の横には「一条輝役 長谷有洋」と刻まれている。

## 人物
- 趣味は映画観賞と映画のパンフレット収集[10]。散歩がてら見知らぬ駅で降り、辺りの古本屋でパンフレットを探す[10]。特技はタップダンス[3]、水泳[3]。
- 幼い頃から手品が好きで、自宅近所の立教大学のマジック研究会に出入りして技を覚えた[9]。カードやコインを使う手品が得意[10]。演技の道に進むまで、家族はマジシャンになりたいのかと思っていた[9]。
- 小学校高学年時代は放送委員会、中学時代はブラスバンド部で打楽器を担当していた[9]。
- 『超時空要塞マクロス』のオーディションに劇団こまどりから派遣される5人の中に選ばれていなかったが、そのうち1人が前日に都合が悪くなり、代わりにオーディションを受けて一条輝役に合格した[11]。オーディション会場に入る長谷をみて、キャラクターデザイン担当の美樹本晴彦は「あ、輝が来た!」と言ったという[12]。『マクロス』のアフレコスタジオには、高校帰りに学生服姿で通っていた[13]。

## 後任
長谷の死後、持ち役を引き継いだ人物は以下の通り。
| 後任     | 役名   | 作品                   | 後任の初出演                                |
| -------- | ------ | ---------------------- | ------------------------------------------- |
| 野島健児 | 一条輝 | 『超時空要塞マクロス』 | 『スーパーロボット大戦α』                   |
| 井上剛   | ゴラム | 『マクロス7』          | 『第3次スーパーロボット大戦α 終焉の銀河へ』 |

## 出演
太字はメインキャラクター。

### テレビアニメ
- 超時空要塞マクロス（1982年、一条輝[14]）
- キャプテン（1983年、小山）
- 超時空世紀オーガス（1983年、若者 / ハーディー）
- 超時空騎団サザンクロス（1984年、ボウイ・エマーソン）
- 機動警察パトレイバー（1989年、自衛隊員A）
- ジャングル大帝（新）（1989年、マンドリル）
- 楽しいムーミン一家 / 冒険日記（1991年、フォークナイフの男 他） - 2シリーズ
- らんま1/2 熱闘編（1991年、ピザまん、和尚）
- 姫ちゃんのリボン（1992年、篠山）
- クッキングパパ（1992年、審判）
- マクロス7（1994年、ボビー・ラコステ、ヒカル、ゴラム）

### 劇場アニメ
- 超時空要塞マクロス 愛・おぼえていますか（1984年、一条輝[15]）
- KAZU&YASU ヒーロー誕生（1995年、小学校の先生）
- マクロスFB7 オレノウタヲキケ!（2012年、ゴラム） - ライブラリ出演

### OVA
- JUNK BOY（1987年）
- メタルスキンパニック MADOX-01（1988年、小野瀬春男）
- MEGAZONE23 III（1989年、オレンジ社チーフオペレータ）
- CBキャラ 永井豪ワールド（1990年 - 1991年、お掃除隊B / デーモン隊B、鋼鉄ジーグ）
- BE-BOP-HIGHSCHOOL（中学生A）
- 究極超人あ〜る（1991年、岸田）
- 夢枕獏 とわいらいと劇場 骨董屋（1992年、織田〈青年時代〉）
- マクロス7 アンコール（1995年、司会者）

### ゲーム
- 超時空要塞マクロス 愛・おぼえていますか（1997年、一条輝）

### テレビドラマ
- 平岩弓枝ドラマスペシャル「結婚式」（1990年）
- 向田邦子新春スペシャル「女正月」（1991年）
- 世にも奇妙な物語「百円の脳みそ」（1991年）
- 東映不思議コメディーシリーズ
  - 不思議少女ナイルなトトメス（1991年） - ナイルの石松の声
  - うたう!大龍宮城（1992年） - 歌って踊れる野菜の声
  - 有言実行三姉妹シュシュトリアン（1993年） - ジューサーの声
- 信長 KING OF ZIPANGU（1992年） - 良吉
- 君のためにできること（1992年）
- 渡る世間は鬼ばかり - 運送屋
- 天までとどけ - コックの先輩
- キライじゃないぜ 第7話「先生を刺した」（1992年） - 大沢礼子の義兄
- 千代の富士物語 第2部「青春篇」/ 第3部「栄光への道」（1992年） - 千代の富士の義兄
- 腕におぼえあり3 第1回「又八郎ふたたび」（1993年、NHK） - 柳田利重
- お助け同心が行く!（1993年）
- ツインズ教師（1993年）
- 花の乱（1994年） - 勧進僧
- 警部補・古畑任三郎（1994年） 第8回「殺人特急」 - 車掌

### 映画
- 旅路 村でいちばんの首吊りの木（1986年）

### ラジオ
- アニメステーション
- ベリーズのテレパシー・フォー・ユー
- 青春アドベンチャー 妖精作戦（1989年）榊裕
- ことばの教室（1991年 - 1996年）

### CD
- 超時空要塞マクロス MISS.D.J. (一条輝）
- 超時空要塞マクロス・インサイドストーリー マクロス・クラシック（一条輝）

### テレビ番組
- 世界まるごとHOWマッチ（声の出演・MBS・TBS系列）

### CM
- 石丸電気[3]
- カネボウ[3]
- NTT[3]